# Büyükkızılkum, Bartın
Büyükkızılkum là một xã thuộc thành phố Bartın, tỉnh Bartın, Thổ Nhĩ Kỳ. Dân số thời điểm năm 2011 là 400 người.